# Démon de Laplace
Pour le film, voir Le Démon de Laplace.

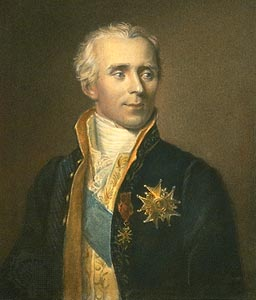
Pierre-Simon de Laplace, mathématicien et astronome, en habit de chancelier du Sénat sous l'Empire

L'expression « démon de Laplace », aussi parfois appelée « génie de Laplace » fait référence à une expérience de pensée proposée par Pierre-Simon de Laplace, dans son ouvrage Essai philosophique sur les probabilités (1814) pour illustrer son interprétation du déterminisme dur.

## Présentation
Laplace indique :

« Une intelligence qui, pour un instant donné, connaîtrait toutes les forces dont la nature est animée, et la situation respective des êtres qui la composent, si d'ailleurs elle était assez vaste pour soumettre ces données à l'analyse, embrasserait dans la même formule les mouvements des plus grands corps de l'univers et ceux du plus léger atome : rien ne serait incertain pour elle, et l'avenir, comme le passé, serait présent à ses yeux. »

— Pierre-Simon Laplace, Essai philosophique sur les probabilités
Le terme « démon » ne provient pas de Laplace lui-même mais a été introduit par ses commentateurs. Comme l'indique la citation, Laplace fait référence à « une intelligence ».
Nous pouvons penser que l'expression a été créée par similitude avec le cas du démon de Maxwell.
Le terme « démon » dans ces deux expressions est utilisé dans le sens de la mythologie grecque de daimon, à connotation neutre, plutôt que dans le sens de la tradition judéo-chrétienne où le démon est un être maléfique.